# 恰热巴格乡
恰热巴格乡，是中华人民共和国新疆维吾尔自治区喀什地区莎车县下辖的一个乡镇级行政单位。

## 行政区划
恰热巴格乡下辖以下地区：
古勒巴格村、苏鲁克艾日克村、阿依库勒村、安居来村、恰热巴格村、古扎托格拉克村、古扎村、诺开特村、英巴格村、央阿克勒克村、乌塔克其村、库特其村、米韦果勒村、尤克日库特其村和代斯提霍依拉村。